# Pimpla renevieri
Pimpla renevieri är en stekelart som beskrevs av Meunier 1903. Pimpla renevieri ingår i släktet Pimpla och familjen brokparasitsteklar. Inga underarter finns listade i Catalogue of Life.